# Balta heterostylata
Balta heterostylata är en kackerlacksart som beskrevs av Karlis Princis 1957. Balta heterostylata ingår i släktet Balta och familjen småkackerlackor. Inga underarter finns listade.